# Escola Municipal de Música (Esparreguera)
L'Escola Municipal de Música és un edifici del municipi d'Esparreguera (Baix Llobregat) inclòs en l'Inventari del Patrimoni Arquitectònic de Catalunya.

## Descripció
És un habitatge format per planta baixa, pis i golfes fet de maó. La façana està arrebossada. La planta baixa té un parament diferent de la resta de l'edifici, imitant grans carreus de pedra. La porta d'accés d'arc escarser està ornamentada amb motius islàmics i té les inicials d'un antic propietari (J.J.) a la clau. Al primer pis hi ha tres balcons amb baranes de ferro forjat amb les obertures rematades amb una motllura acabada amb motius ornamentals vegetals i essers fantàstics. A les golfes hi ha finestres quadrades separades en tres grups de dues finestres cadascun i separats per pilastres. La teulada té un ràfec sostingut per permòdols de pedra i acaba amb una canalera de ceràmica verda.
Hi ha un jardí romàntic amb bassa al darrere.